# Handball-Bayernliga 2003/04
Die Handball-Bayernliga 2003/04 wurde unter dem Dach des „Bayerischen Handballverbandes“ (BHV) organisiert und ist die höchste Spielklasse des Landesverbandes Bayern. Die Bayernliga ist nach der Handball-Bundesliga, der 2. Bundesliga und der Handball-Regionalliga eine der vierthöchsten Spielklassen im deutschen Handball.

## Saisonverlauf
Die Handball-Bayernliga 2003/04 war die sechsundvierzigste Ausspielung der Handball-Bayernligasaison. Bayerischer Meister sowie Aufsteiger in die Regionalliga Süd 2004/05 war der HaSpo Bayreuth. Vizemeister wurde der TSV Friedberg. Meister und Aufsteiger in die Regionalliga Süd der Frauen war der SV Bergtheim.

### Modus
Es wurde eine Hin- und Rückrunde gespielt. Nach Abschluss der daraus resultierenden 22 Spieltage stieg der „Bayerische Meister“ in die Regionalliga Süd (3. Liga) auf, die Plätze elf und zwölf mussten in die beiden Staffeln der Landesliga absteigen. Bei Punktegleichheit war das bessere Torverhältnis ausschlaggebend. Der Modus war für Männer und Frauen gleich.

## Teilnehmer und Platzierungen
Nicht mehr dabei waren der Auf- und die Absteiger der Vorsaison. Neu dabei waren der Absteiger (A) aus der Regionalliga Süd. Dazu kamen die Aufsteiger (N) aus den Landesligen. Im Verlaufe der Saison traten zwölf Mannschaften in der Bayernliga an. 

### Abschlusstabelle
Saison 2003/04 
|     | Mannschaft              | Spiele | Punkte |
| --- | ----------------------- | ------ | ------ |
| 1.  | HaSpo Bayreuth          | 22     | 42:2   |
| 2.  | TSV Friedberg           | 22     | 27:17  |
| 3.  | TSV 2000 Rothenburg (A) | 22     | 27:17  |
| 4.  | TSV Simbach             | 22     | 25:19  |
| 5.  | TSV Unterhaching        | 22     | 25:19  |
| 6.  | TSV Lohr (N)            | 22     | 24:20  |
| 7.  | DJK Waldbüttelbrunn     | 22     | 23:21  |
| 8.  | TuS Fürstenfeldbruck    | 22     | 19:25  |
| 9.  | TSV Trudering           | 22     | 18:26  |
| 10. | ASV Cham (N)            | 22     | 16:28  |
| 11. | Kissinger SC (N)        | 22     | 15:39  |
| 12. | TSV Landsberg           | 22     | 3:41   |

Bereich des „Bayer. Handballverbandes“ (BHV)

(A) = Absteiger aus der Regionalliga (N) = neu in der Liga
  Bayerischer Meister und Aufsteiger zur Regionalliga 2004/05
 Für die Bayernliga  2004/05 qualifiziert
Frauen
- Der SV Bergtheim wurde Bayerischer Meister und hat sich für die Regionalliga Süd 2004/05 der Frauen qualifiziert.